# Dominic Calvert-Lewin
Dominic Nathaniel Calvert-Lewin (ur. 16 marca 1997 w Sheffield) – angielski piłkarz występujący na pozycji napastnika w angielskim klubie Everton F.C. oraz w reprezentacji Anglii.

## Kariera klubowa

### Sheffield United
Calvert-Lewin dołączył do Youth Academy of Sheffield United w dniu 28 kwietnia 2005 r.
Po awansowaniu w szeregach młodzieżowej drużyny Sheffield United, kiedy miał szesnaście lat, podpisał stypendium z akademią. Na tym poziomie grał jako pomocnik box-to-box.
Calvert-Lewin pojawił się w pierwszej drużynie jako niewykorzystany rezerwowy, w wygranym 2: 1 meczu z Aston Villą w trzeciej rundzie Pucharu Anglii 4 stycznia 2014 roku. Następnie został nagrodzony za „11” League Football Education.
W dniu 24 grudnia 2014 r. Calvert-Lewin został wypożyczony do drużyny Conference North Stalybridge Celtic na pożyczkę młodzieżową, gdzie zaczął grać jako środkowy napastnik. Dwa dni później strzelił dwa gole w swoim debiucie, w wygranym 4:2 z Hyde United i strzelił im ponownie w odwrotnym spotkaniu 1 stycznia, w wygranej 7:1.
Na początku lutego 2015 roku Calvert-Lewin wrócił do swojego klubu macierzystego, zdobywając sześć bramek w pięciu występach. Na początku kwietnia 2015 roku podpisał nową długoterminową umowę, aby zatrzymać go na Bramall Lane do lata 2018 roku. Calvert-Lewin zadebiutował w drużynie seniorskiej 25 kwietnia w League One, w remisie 1:1 na wyjeździe z Leyton Orient jako rezerwowy w 66. minucie. Pod koniec sezonu 2014/201515 wystąpił dwa razy. W przedsezonowej trasie klubu przed sezonem 2015-16, Calvert-Lewin strzelił gola w meczu towarzyskim, w wygranym 1:0 meczu z Ilkeston 9 lipca. Po meczu menedżer Nigel Adkins zasugerował, że Calvert-Lewin zdobył pierwszą szansę drużynową w sezonie 2015/2016.
W dniu 7 sierpnia 2015 roku, Calvert-Lewin dołączył do zespołu League Two Northampton Town na wypożyczeniu do stycznia. Zadebiutował cztery dni później, strzelając gola w wygranym 3:0 meczu z Blackpool u siebie w pierwszej rundzie Pucharu Ligi. Pomimo chęci przedłużenia wypożyczenia w klubie, nie doszło do tego. Zanim odszedł, zagrał 26 występów i zdobył 8 punktów we wszystkich rozgrywkach. Po tym, jak jego wypożyczenie w Northampton Town dobiegło końca w styczniu 2016 r., Calvert-Lewin wrócił do pierwszego zespołu w Sheffield United i nie pojawił się po raz pierwszy do 13 lutego, w wygranym 1:0 z Doncaster Rovers. Niemniej jednak, udał się na dziewięć występów dla drużyny w sezonie 2015/2016.
Przed sezonem 2016/2017 pojawiły się wskazówki, że Calvert-Lewin dokonał pierwszego przełomu w drużynie, a jego były menedżer Wilder został mianowany nowym menedżerem Sheffield United. Zrobił tylko jeden występ w sezonie 2016/2017, który był przeciwko Crewe Alexandra, w przegranym 2:1 w kampanii EFL Cup.

### Everton
Calvert-Lewin podpisał kontrakt z Evertonem za 1,5 miliona funtów w dniu 31 sierpnia 2016 r. Później uznał ten ruch za „po prostu zbyt dobry, by mu się oprzeć”. Zadebiutował jako rezerwowy w wygranym 2:1 meczu z Arsenalem 13 grudnia 2016 r. Po dwóch miesiącach nieobecności z powodu kontuzji kostki Calvert-Lewin strzelił swojego pierwszego gola dla Evertonu w meczu Premier League przeciwko Hull City 18 marca 2017 roku, wygrywając 4:0. W dniu 3 maja 2017 r. Podpisał pięcioletnią umowę, na mocy której został do 2022 r. Pod koniec sezonu 2016/2017 zakończył swój pierwszy sezon, występując w 11 występach i strzelając raz we wszystkich rozgrywkach. [Potrzebne źródło] Po jego występie w Pucharze Świata, BBC Sport spodziewał się, że Calvert-Lewin dokona pierwszego przełomu w drużynie przed sezonem 2017/2018.
Calvert-Lewin strzelił zwycięzcę Evertonu w drugiej rundzie eliminacji Ligi Europy przeciwko słowackiej drużynie MFK Ružomberok w dniu 3 sierpnia 2017 roku. Zdobył pierwszą bramkę dla klubu w trzeciej rundzie Pucharu EFL przeciwko Sunderlandowi 20 września, kończąc serię trzech meczów, w których Everton nie strzelił gola. Calvert-Lewin podpisał nowy kontrakt z Evertonem w dniu 14 grudnia, wraz z innymi młodymi chłopakami Jonjoe Kenny i Mason Holgate, zatrzymując go w Goodison Park do czerwca 2023 roku. W dniu 24 września 2019 roku, w swoim setnym meczu Evertonu, Calvert-Lewin strzelił oba gole zwycięstwa w Sheffield Wednesday – rywale swojego pierwszego klubu Sheffield United – w trzeciej rundzie Pucharu EFL. Następnego 6 marca, kiedy jego kontrakt ma wygasnąć, i mając 15 bramek z 31 meczów w tym sezonie, podpisał nową umowę, która ma obowiązywać do czerwca 2025 roku.